# 鐘形蟹守螺科
鐘形蟹守螺科（學名：Campanilidae），亦作鐘形螺科， are a taxonomic family of sea snails, marine gastropod molluscs in the clade Sorbeoconcha (an alternative representation of the clade Caenogastropoda).

## 分類
根據布歇特和洛克羅伊的腹足類分類 (2005年)，本科並沒有亞科。

### 屬
本科就只有鐘形蟹守螺屬（Campanile Bayle [in P. Fisher], 1864），也是本科的模式屬，但模式種是化石種。

## 延伸閱讀
- Kiel, S.; Bandel, K.; Banjac, N.; Perrilliat, M. C. . Freiberger Forschungshefte. 2000,. ser. C 490 (8): 67–132  [2017-07-25]. （原始内容存档于2020-07-18） （英语）.